# Џери Ролингс
Џери Џон Ролингс (енгл. Jerry John Rawlings; Акра, 22. јун 1947 — Акра, 12. новембар 2020) био је осми и десети председник Гане.

## Биографија
Рођен је у Акри под именом Џеремаја Ролингс Џон (енгл. Jeremiah Rawlings John) незаконити син шкотског лекара и жене из народа Еве.
Прикључио се Ганском ваздухопловству у својој 20. години. Погрешком чиновника добио је име под којим је од тада познат. Од пет војних режима од независности Гане 1957. године, он је био на челу два, провевши 13 година као војни диктатор.
Испланирао је три пуча, од тога је два успешно извео (једном је био ухапшен пре извршења пуча). Први пут се на власт попео 4. јуна 1979. године када је створено Револуционарно веће оружаних снага с њим на челу. Одмах након доласка на власт 1979. године, убио је три бивша диктатора, неколико високих војних официра, неколико судија и многе друге. Доминација припадника племена Еве била је веома изражена.
Веће је предало власт цивилном председнику 24. септембра 1979. године. Након кратке цивилне власти, већ 1981. године извео је пуч и поновно се попео на власт. Сада је створено Привремено веће националне одбране. Тај период његове војне власти трајао је од 1981. године до 1993. године. Као војни вођа, био је слављен од свог народа, а критикован од страних посматрача.
Године 1991, допустио је стварање странака, а сам се прикључио једној након што је 1992. отишао у војну пензију као поручник ваздухопловства. Победио је на изборима 1992. године, те је владао два мандата од 1993. године до 2001. године. Устав му брани да конкурише за трећи мандат.
Од 2010. године, додељен је у службу у Сомалији, као аташе Афричке уније.

## Лични живот
Ролингс је производ шестогодишње, тајне љубавне везе између Џејмса Ремсија Џона, шкотског лекара и његове мајке из народа Еве. Отац га до смрти 1982. године није признао из страха да би тиме угрозио брак са супругом Мери, која је умрла 1998. године.
Имао је жену и четворо деце.